# Troppo belli
Troppo belli è un film del 2005 diretto da Ugo Fabrizio Giordani.
Interpretato da Costantino Vitagliano e Daniele Interrante, il film è nato da un'idea di Maurizio Costanzo, autore della sceneggiatura assieme a Stefano Sudriè. La pellicola è stata distribuita nel circuito cinematografico italiano a partire dal 22 aprile 2005.
I protagonisti del film sono Costantino e Daniele, due amici che sognano di fare carriera nel mondo del cinema. La loro vita cambia quando incontrano Valeria, un'attrice che, in combutta con suo padre, il dottor Giampalmi, li raggira chiedendo loro notevoli somme di denaro con la promessa di introdurli nel circuito dello spettacolo. I due ragazzi sono affidati a Michela, sorella di Valeria, per frequentare un presunto corso di recitazione. Michela, però, si innamora di Costantino e gli rivela la truffa. I due ragazzi riescono quindi a liberarsi degli impostori e Costantino si fidanza con Michela.
Troppo belli ha ricevuto recensioni estremamente negative da parte della critica italiana, che ne ha stroncato la recitazione e alcuni aspetti della trama. Al botteghino è stato un flop guadagnando 704.000 euro; nello stesso anno è stato candidato a tre "Fiaschi d'oro", vincendo nella categoria "Peggior attore" per Vitagliano. Anche a causa degli scarsi incassi e delle critiche negative, è considerato uno tra i peggiori film italiani mai realizzati.

## Trama
Costantino e Daniele sono due amici trentenni che conducono un'esistenza anonima in un quartiere di periferia. Grazie alla loro bellezza, i due sono molto amati dalle ragazzine della zona, che li inseguono fotografandoli con il cellulare, oppure rubano loro la biancheria intima. I due ragazzi passano da un lavoro all'altro, ma il sogno di Daniele, assecondato da Costantino, è quello di fare carriera nel mondo del cinema. Durante una discussione in un locale, i due vengono adescati da una modella-attrice di nome Valeria, che in combutta con il padre, il falso agente di attori dottor Giampalmi, vende presunti "corsi di recitazione" promettendo agli allievi una facile carriera nello spettacolo.
I due ragazzi la mattina seguente si presentano nello studio del dottore per realizzare un book fotografico, che verrà divulgato nelle più importanti agenzie di modelli per aiutare i due ragazzi a realizzare il loro sogno. Giampalmi incarica inoltre sua figlia minore Michela, da anni timidamente e segretamente innamorata di Costantino, di insegnare ai due i segreti del cinema. Inizialmente Michela si rifiuta di collaborare, ma sotto la pressione del padre si fa convincere. A causa dell'alto costo del corso di recitazione, Costantino e Daniele saranno costretti a lavorare come baristi, spazzini e successivamente scaricatori di merci, e si ridurranno anche a chiedere soldi in prestito ai genitori.
La sera seguente all'incontro con Giampalmi, Costantino e Daniele vanno in discoteca insieme a Claudio, un loro amico, Chiara, la ex ragazza di Costantino, e Isabella, la ragazza di Daniele. Durante la serata, Isabella subisce le avance di Vittorio, un amico comune, suscitando l'ira di Daniele. Poco dopo Costantino e Daniele incontrano di nuovo Valeria, ancora in cerca di nuovi talenti, ma le altre due ragazze, ingelosite dalla sua presenza, se ne vanno. Costantino, la mattina successiva, cerca di farsi perdonare da Chiara, ma invano: la ragazza scappa al lavoro, arrivando in ritardo e subendo un rimprovero da un superiore. Claudio interviene per evitare che Chiara venga licenziata, e la ragazza per sdebitarsi gli offre un caffè. Comincia così un flirt tra i due.
Successivamente, Valeria riesce a trovare ai due amici le prime occasioni per esibirsi: la prima volta propone loro una serata, anche se con il secondo fine di ottenere per sé un contratto pubblicitario da una nota donna dello spettacolo, mentre la seconda trova loro un ingaggio come spogliarellisti durante un addio al nubilato. Il dottor Giampalmi, incassato il denaro, cerca invece di far sì che i due ragazzi lascino il corso. Costantino decide effettivamente di abbandonare dopo aver litigato con Daniele. Quest'ultimo viene inoltre lasciato da Isabella, che inizia una relazione con Vittorio. Daniele intuisce che il corso di Giampalmi era una truffa, ma decide di continuare a frequentarlo, sicché il dottore gli prepara delle lezioni individuali. Michela, che ha assistito alle disavventure dei due amici, decide di aiutarli e di procurar loro un ruolo in un film. Al termine della vicenda, Costantino si riappacifica con Chiara, che lo inviterà al suo matrimonio con Claudio. Durante la cerimonia, Costantino si fidanza con Michela e Daniele riesce a rimettersi assieme a Isabella.

## Produzione

### Sviluppo
Dopo il successo al programma televisivo Uomini e donne riscosso dal tronista Costantino Vitagliano, la coppia Costanzo-De Filippi decise di far partecipare Vitagliano e Daniele Interrante come protagonisti in un film per teenager.
Il film inizialmente doveva chiamarsi I belloni, ma poi la produzione optò per Troppo belli. Durante un'intervista venne chiesto a Maurizio Costanzo se il film si ispirava al Poveri ma belli di Dino Risi, e Costanzo rispose «Non solo a quel film, ma a tutto un genere di commedia italiana degli anni '50 e '60.»; infine aggiunse che il film non era un remake di quest'ultimo. In contrapposizione alle dichiarazioni di Costanzo, in un'intervista il produttore Marco Poccioni precisò che i due film non avevano niente in comune. Vitagliano dichiarò che il titolo non si riferiva alla sua bellezza, ma a tutte le possibilità che gli erano state offerte. Anche Interrante affermò che il titolo si riferiva al fatto che «[...] è stato davvero troppo bello per noi vedere un sogno diventare realtà».
Il film, prodotto da Medusa Film e realizzato da Marco Poccioni e Marco Valsania per Rodeo Drive, venne finanziato da Maurizio Costanzo per due milioni di euro. Durante un'intervista per il settimanale TV Sorrisi e Canzoni, Vitagliano rivelò che il suo cachet per il film era di 10.000 euro, cifra che definì «pochissimo» in rapporto a quanto guadagnava per esibirsi.
Ugo Fabrizio Giordani, il regista del film, lo definì un instant movie, infatti la sceneggiatura scritta da Costanzo e da Stefano Sudriè venne scritta in tre settimane, la pre-produzione ne durò due, mentre le riprese furono concluse in cinque settimane.

### Riprese

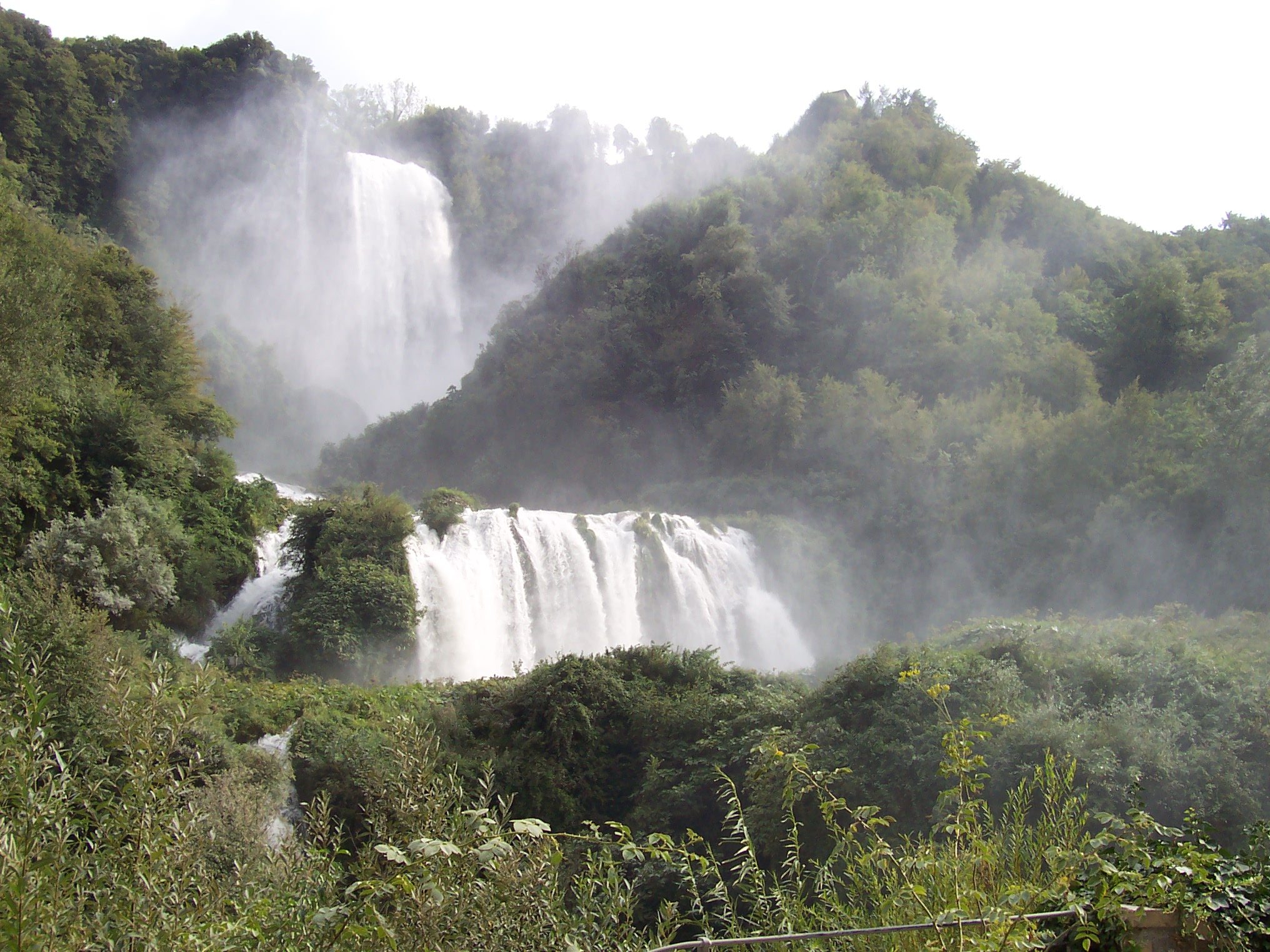
La Cascata delle Marmore è uno scenario naturale già in passato molto apprezzato dal grande schermo

Le riprese del film, girate prevalentemente a Terni, iniziarono il 10 gennaio 2005 e terminarono il 13 febbraio. Le riprese duravano circa dieci ore al giorno, dalle 6 del mattino fino alle 15.
Nella discoteca Abacab di Narni Scalo venne girata la scena dell'incontro di Vitagliano, Pierelli e Interrante, mentre altre furono riprese in esterno presso la discoteca Mivida di Terni. La scena del matrimonio si svolge nella Chiesa di San Gemini. Altri luoghi delle riprese sono il Videocentro, il centro commerciale E.Leclerc e la Cascata delle Marmore a Terni.
Durante un'intervista, Costanzo parlò delle riprese e raccontò «Non può immaginare quello che sta succedendo a Terni sul set del film», riferito al comportamento delle fan dei due protagonisti.

## Colonna sonora
Il gruppo Egoricarica venne ingaggiato per cantare durante la scena finale del matrimonio. La band fu scelta dal regista Ugo Fabrizio Giordani, che aveva già realizzato il loro primo videoclip Voglio star con te. Degli Egoricarica furono selezionati tre brani: Il brivido, Angelo perso e appunto Voglio star con te, che vennero inseriti nella colonna sonora firmata da Gigi D'Alessio e Adriano Pennino per la BMG. Nel film inoltre sono presenti anche una canzone dello stesso D'Alessio, Quanti amori, e due di Anna Tatangelo, Dimmi dimmi e Quando due si lasciano. Quest'ultima è stata pubblicata come download digitale, e venne trasmessa nelle radio a partire dal maggio 2005. La presa diretta dell'audio fu curata da Mirko Pantalla, fonico, e Fabrizio Calzolaio, microfonista per conto dalla LdE Produzioni. La colonna sonora comunque non fu mai pubblicata a causa dello scarso successo di pubblico della pellicola.

## Promozione
Entrambi gli attori protagonisti promossero il film: il 21 aprile, il giorno dell'anteprima, si presentarono al cinema Adriano di Roma, e poi fecero tappa il 26 al cinema Dante di Palermo ed infine il 27 al Med di Napoli.
Durante l'anteprima, il 21 aprile, Vitagliano venne intervistato e sull'uscita del film rispose «Sarà un successo, ne sono sicuro perché la gente vuole vedere me, mi segue da tempo. Saranno tutti in sala.» A seguito del fallimento del film, La Repubblica commentò «La buona notizia è che chi va al cinema non guarda la tv. La cattiva notizia è che chi guarda la tv non va al cinema.»
L'uscita nelle sale di Troppo belli era stata preceduta da una conferenza stampa senza proiezione, a causa del fatto che il film era ancora in post produzione. L'agenzia ADN Kronos avanzò «il sospetto che ci sia un timore di possibili stroncature dei critici, pronti a passare al vaglio la pellicola scritta da Maurizio Costanzo e sceneggiata da Stefano Sudriè».
Durante la conferenza stampa, fu avanzata la polemica sul binomio successo-talento che secondo molti giornalisti i due attori non incarnavano. Interrante rispose alle accuse sostenendo che «In questo paese non si va avanti per meritocrazia, ma per popolarità», mentre Vitagliano rispose che «Sono contento di essere bello perché così posso fare quello che faccio» e aggiunse che «Se non fossimo Costantino e Daniele la gente non verrebbe a vederci.»

## Distribuzione
Troppo belli fu distribuito nel circuito cinematografico italiano il 22 aprile 2005. Inizialmente, il film doveva essere proiettato in 250 sale, ma in seguito la casa di produzione Medusa Film optò per una distribuzione maggiore a causa delle richieste provenienti da tutta Italia. Dopo dieci giorni di programmazione, tuttavia, le copie del film nei cinema passarono da 250 a 94 per poi azzerarsi una settimana dopo.

### Censura
Il film fu approvato dalla censura il 19 aprile 2005, con il visto n. 98919, e ottenne la valutazione "T" (visione aperta a tutti).

### Edizioni home video
Il DVD del film venne distribuito in Italia il 6 luglio 2006 dalla Medusa Home Entertainment. Il disco contiene i 97 minuti della versione cinematografica più alcuni contenuti speciali, tra cui il trailer originale del film e il "dietro le quinte". Nel DVD il formato video è 1.85:1 anamorfico, l'audio è 5.1 in italiano con sottotitoli in italiano per non udenti. La versione home video ottenne più successo rispetto a quella cinematografica e riuscì a vendere circa 900 000 copie, secondo quanto dichiarato da Vitagliano.

## Accoglienza

### Incassi
Il film fu un fiasco al botteghino, e i suoi guadagni non riuscirono a coprire i costi di produzione, che si aggiravano intorno ai due milioni di euro. Nel primo weekend di programmazione, la pellicola incassò 355.382 euro in 309 sale italiane, con una media per cinema di 1.150 euro. Durante la prima settimana il film guadagnò 527.391,93 euro, riuscendo a raggiungere il settimo posto nella classifica dei film più visti. Nelle circa tre settimane di programmazione, il film incassò 703.686,82 euro. Alla fine dell'anno il film non riuscì ad entrare nella classifica dei 100 film più visti durante la stagione 2004/2005, anche se nella classifica per incassi dei film di produzione italiana di quella stagione, Troppo belli compare alla 22ª posizione.

### Critica

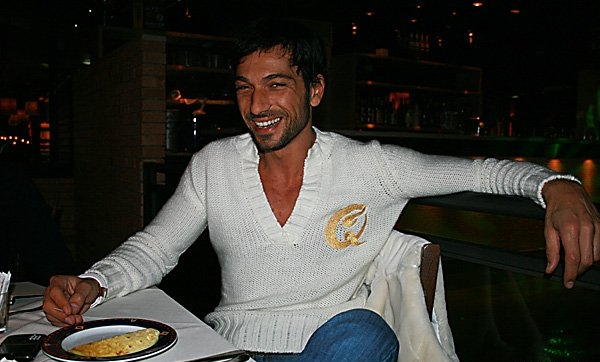
Dopo l'insuccesso del film, Vitagliano rispose alle critiche sostenendo che «Ma quale flop? Per me è stato un successo: 900 mila videocassette vendute, distribuzione in 280 sale quando il film di un premio Oscar come Benigni ne aveva a disposizione 230!»

Il film ricevette recensioni estremamente negative da parte della critica cinematografica italiana, tant'è che è definito pessimo nelle biografie del sito MyMovies di entrambi gli attori. In quella di Interrante è ricordato come «uno dei peggiori film italiani in circolazione», mentre in quella di Vitagliano è definito come un «pessimo film sulla biografia di questi due personaggi televisivi». Secondo un'inchiesta fatta tra i lettori del mensile Ciak, Troppo belli fu il peggior film del 2005 insieme al controverso Melissa P..
Nel sito Internet Movie Database, Troppo belli è stato, sin dalla sua distribuzione nei cinema, nella "Bottom 100", la classifica che raggruppa tutti i film con le peggiori valutazioni date dagli utenti del sito, dopo avere occupato anche la prima posizione.
Andrea Chirichelli nella sua recensione di MyMovies assegnò alla pellicola zero stelle su cinque, e sottolineò che «Il guaio del film è che proprio non riesce ad essere autoironico: le risate, copiose, sono tutte non volute». Chirichelli concluse che «Sicuramente qualcuno tra 30 anni lo definirà "emblema del passato" e lo citerà in un dizionario, noi, più prosaicamente, gli affibbiamo zero stelle e tanti saluti.». Il critico notò anche un'incongruenza: nel film i protagonisti indossano abiti firmati, mentre secondo la trama i due non avrebbero evidentemente le possibilità economiche per comprare simili vestiti. Nella recensione di "Film TV" Aldo Fittante, come altri critici, notò la somiglianza del film con Poveri ma belli del 1957, e lo definì la versione pornografica dello stesso. Inoltre criticò la recitazione dei due protagonisti e le loro «[...] occhiate ebeti e inespressive».
Antonello Sarno, nel quotidiano Il Tempo, paragonò Costantino e Daniele ai ragazzi che negli anni Settanta apparivano nei fotoromanzi, aggiungendo che i protagonisti, a suo parere, non sapevano «[...] fare niente altro che lasciarsi fotografare.» Anche Alessandra Levantesi de La Stampa notò la somiglianza con Poveri ma belli e criticò il film per «l'idea che basti apparire per essere, che la prestanza fisica sia di per sé un valore assoluto e vincente.», concludendo che «a parte l'idea di partenza [...] che poteva funzionare se fosse stata adeguatamente sviluppata, a parte qualche partecipazione (Enrico Mahieux e Anna Melato), c'è lo zero assoluto.» Il quotidiano La Repubblica si unì alle critiche negative nella sezione dedicata alle recensioni dei film della settimana, consigliandolo ai «cultori della trash-tv e delle lampade a raggi Uva.»
Michele Porro nella recensione per il Corriere della Sera diede voto 4 al film e attaccò la qualità dell'interpretazione: «Si recita a occhi fissi, ma qualcuno (Anna Melato e il Mahleux [sic]) crede d'essere in un vero film.», aggiungendo che «il resto passa dal ridicolo alla noia, storiella tv di luoghi comuni scritta sotto il limite sindacale sulla fatica del look.»
Il film è fra quelli recensiti dal dizionario del cinema Il Morandini, che ne dà una recensione in chiaroscuro e un voto negativo, una stella e mezzo su cinque. Oltre che dalla stampa italiana, Troppo belli fu criticato anche da quella statunitense. Nella rivista Variety, il giornalista Jay Weissberg diede un giudizio negativo al film.
Troppo belli viene generalmente accomunato ad Alex l'ariete, entrambi film dalla pessima realizzazione e contemporaneamente rivelatisi dei fallimenti finanziari. Mediaset, che acquistò i diritti del film, non lo trasmise mai in prima serata: la prima visione andò in onda su Canale 5 nel primo pomeriggio di un sabato estivo.

## Riconoscimenti
Durante l'ultima edizione dei "Fiaschi d'oro", il premio che veniva assegnato al peggio del cinema italiano, Troppo belli fu il film dell'edizione del 2005 con più nomine, tra cui peggior film e peggior attore dell'anno per Vitagliano e Interrante. Nella categoria "Peggior film" fu battuto da L'educazione sentimentale di Eugénie, mentre nella sezione "Peggior attore" Vitagliano riuscì a vincere. Fabio Fusco, commentando il premio, definì Vitagliano «[...] l'icona del nulla catodico, costruito a tavolino dalla coppia Costanzo-De Filippi e vomitato da una tv resa definitivamente inguardabile dai reality».
1. Fiasco d'oro al peggior film: Troppo belli (Candidato)
2. Fiasco d'oro al peggior attore: Costantino Vitagliano (Vincitore)
3. Fiasco d'oro al peggior attore: Daniele Interrante (Candidato)

## Conseguenze sulla carriera degli interpreti
L'insuccesso del film si ripercosse sulla successiva vita professionale di Vitagliano e Interrante. Nel 2006 entrambi fecero una piccola apparizione nel film Vita Smeralda diretto da Jerry Calà. Anche questa pellicola fu un fallimento e ottenne critiche negative. Mentre la carriera cinematografica di Interrante terminò con Vita Smeralda, Vitagliano nel 2008 entrò nel cast dell'horror indipendente La morte di pietra e nel 2011 nella commedia Vacanze a Gallipoli, ma entrambi non vennero mai distribuiti nei cinema.